# 醴浏铁路
醴浏铁路是中华人民共和国湖南省一条从醴陵市北郊的浙赣铁路源门铺站到浏阳市永和镇的支线铁路。后于2003年停运。
该铁路曾主要负责永和镇磷矿石外运。轨距762毫米。线路正线长105.56公里，全长138.1公里，其中浏阳境内全长67公里，醴陵境内71.1公里。共有车站16个：醴陵的黄泥坳、东堡、王仙、冷水坑、南桥；浏阳的金刚、大瑶、牛石、古家、浏阳、集里、关口、溪江、古港、樟树坪和永和镇:633。并在浏阳航运码头、古港磷肥厂、磷矿选矿区及仓库、马鞍山硫铁矿及永和磷肥厂各设有支线:633。

## 历史

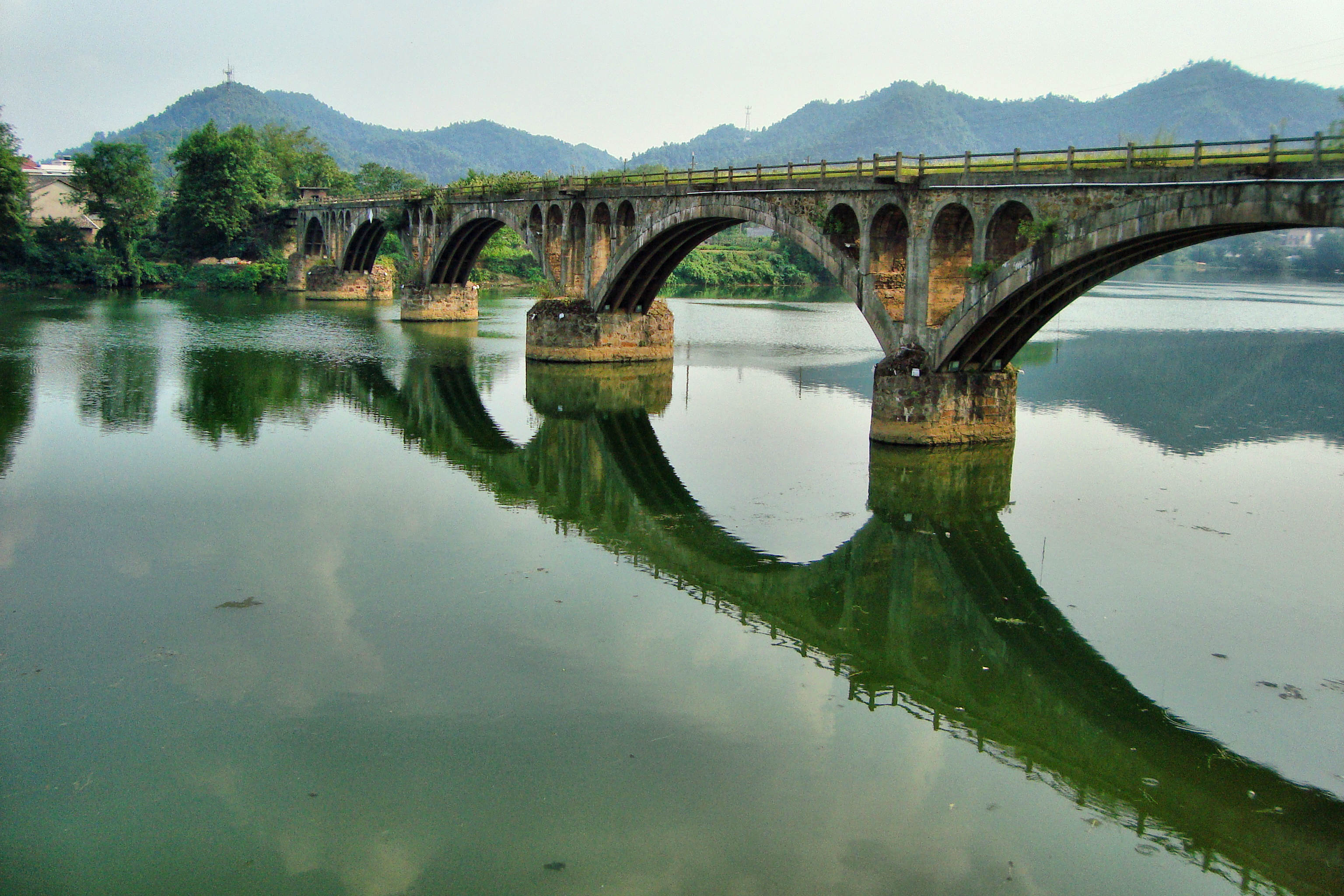
浏阳河上废弃的醴浏铁路桥

20世纪50年代，矿产勘探团队在浏阳县永和公社发现大型磷矿，其后又在七宝山公社发现了硫铁矿，还在醴陵南桥（今李畋鎮）发现了煤炭矿藏。为运输矿石，湖南省人民政府下设的轻工业、冶金、机械及煤炭工业厅等多个主管机关决定投资619万人民币，并在醴陵县组织了超过2万名工人，以修筑由醴陵站通往南桥煤矿的铁路，该铁路于1960年10月通车，但因为亏损严重，加之路基垮塌，不久后即宣告关闭整修:281。
1965年，湖南省计委、化工厅、林业厅等投资1,372万人民币，以修建醴浏铁路:281。在建设期间，中共湖南省委副书记、副省长华国锋、副省长徐明等人曾视察工地；1966年1月，铁轨铺设:281，1966年7月1日，醴浏铁路建成通车，同年10月1日，正式运营；该铁路投入运营之初，醴浏铁路曾使用陶瓷轨道，后因难以承受矿石重压而改用铸铁轨道，其后又再改为钢轨:281。
建成通车后，该铁路最高年货运量达103万吨，最高年客运量达128万人次:633。但在进入1990年后，永和磷矿及七宝山乡硫铁矿资源逐渐枯竭，加上受改革开放后公路运输的发展冲击等原因，醴浏铁路开始面临运量不足、运能剩余局面；由盈利运输转向保本运输、亏损运输；1997年，醴浏铁路公司被湖南省人民政府列为特困国营企业。
2003年3月18日，醴浏铁路一列由兩台內燃機機車牽引的貨車，在經過瀏陽荷花街道辦事處楊家村路段一道口時，與一輛違章橫道汽車貨車相撞，造成重大死伤事故。該交通事故使得該鐵路線於3月19日停運。同年7月7日，由醴浏铁路申请，湖南省人民政府批准拆除轨道。2004年5月，醴瀏鐵路全線拆軌完畢。醴浏铁路废线后，部分车站的馆舍及相关建筑被保存下来，成为当地民众假期出行打卡的景点。